# No Home Movie
Pour plus de détails, voir Fiche technique et Distribution.
No Home Movie est un film documentaire belge écrit et réalisé par Chantal Akerman — dont c'est le dernier film —, et sorti en 2015.

## Synopsis
Portrait de la relation de la cinéaste avec sa mère, une survivante d'Auschwitz dont le passé poignant et l'anxiété chronique ont grandement façonné l'art de sa fille, No Home Movie alterne des séquences dans l'appartement bruxellois de la mère avec de longs travellings dans des paysages israéliens désertiques.

## Fiche technique
- Titre : No Home Movie
- Réalisation : Chantal Akerman
- Scénario : Chantal Akerman
- Producteur : Chantal Akerman, Patrick Quinet, Serge Zeitoun
- Directeur de la photographie : Chantal Akerman
- Montage : Claire Atherton
- Son : Chantal Akerman
- Sociétés de production : Paradise Films / Liaison Cinématographique
- Pays de production : Belgique
- Langue : français, hébreu, espagnol
- Durée : 115 minutes
- Date de sortie : 2015

## Distribution
(Dans leur propre rôle.)
- Chantal Akerman
- Natalia Akerman, la mère de la réalisatrice
- Sylvaine Akerman, soeur de la réalisatrice

## Production
Le film est tourné en Belgique, à Bruxelles, et en Israël.

## Prix et récompenses
- 2015 : Festival international du film de Locarno : nomination pour le Léopard d'or